# میس ساهارا
میس ساهارا (به انگلیسی: Miss saHHara) ملکه زیبایی، مدل بریتانیایی-نیجریه‌ای است.
او یک زن ترنس است.